# Арменд Мехај
Арменд Мехај (алб. Armend Mehaj; Истинић, 13. јул 1981) албански је војни официр са Косова и Метохије. Од 2021. обавља дужност министра одбране Републике Косово.
Као дете је емигрирао у Норвешку. Завршио је Колеџ Бјеркнес у Ослу. Током своје каријере у војсци Норвешке, био је стациониран на Косову и Метохији као део КФОР-а.